# Il figlio della sposa
Il figlio della sposa (El hijo de la novia) è un film del 2001 diretto da Juan José Campanella, candidato all'Oscar al miglior film straniero.

## Trama
Rafael Belvedere è un uomo insoddisfatto della vita che conduce e di tutto ciò che ruota intorno ad essa. Dal punto di vista professionale l'unica sua preoccupazione è il ristorante aperto tanti anni prima dal padre. Anche dal punto di vista sentimentale le cose non vanno bene: Rafael, infatti, è divorziato da tempo. Una condizione che, alla lunga, sta influenzando la crescita della figlia Vicky, con la quale non ha nessun dialogo. Incapace di comunicare con niente e nessuno, incapace di assumere impegni seri con la sua attuale fidanzata, incapace di assistere la vecchia madre, da tempo affetta dal morbo di Alzheimer, Rafael si rifugia sempre più spesso in casa, davanti al televisore, ad appassionarsi dei vecchi episodi del telefilm Zorro. Ma il destino è in agguato e sta per cambiargli la vita. L'offerta fatta da una multinazionale per acquistare il ristorante del padre e l'improvviso apparire di un suo vecchio amico d'infanzia, Juan Carlos (a sua volta colpito da una disgrazia) lo aiuteranno a ricostruire il suo passato e a recuperare il suo presente. Rafael offre questa esperienza di vita al padre affinché esaudisca il vecchio sogno della madre inferma: sposarsi in chiesa.

## Riconoscimenti
- 2011 - Seminci
  - Espiga de plata